# ژان کریستف کوبرون
ژان کریستف کوبرون (انگلیسی: Jean-Christophe Coubronne؛ زادهٔ ۳۰ ژوئیهٔ ۱۹۸۹) بازیکن فوتبال اهل فرانسه است.
از باشگاه‌هایی که در آن بازی کرده‌است می‌توان به باشگاه فوتبال نووارا، باشگاه فوتبال سوشو، و باشگاه ورزشی اولیاننسه اشاره کرد.